# Elke Wijnhoven-Schuil
Elke Wijnhoven-Schuil; z d. Schuil (ur. 3 stycznia 1981 roku w Beers) – holenderska siatkarka, reprezentantka kraju. Grała na pozycji libero. Karierę zakończyła w 2010 r.

## Życie prywatne
6 czerwca 2009 wyszła za Richarda Schuila, byłego holenderskiego siatkarza halowego, a obecnie siatkarza plażowego. W marcu 2012 r. przyszła na świat ich córka Lisa.

## Kluby
- 1998–1999  Sonas Activia
- 1999–2000  De Schalmers
- 2000–2001  Micro/Electro
- 2001–2002  Minetti Vicenza
- 2002–2004  VfB Ulm
- 2004–2005  Infotel Forli
- 2005–2006  Primaide. Com Tortoli
- 2006–2007  DELA Martinus Amstelveen
- 2007–2010  Scavolini Pesaro

## Sukcesy
- (2001, 2008) – Superpuchar Włoch
- (2002, 2003, 2004, 2008, 2009, 2010) – Mistrzostwo Włoch
- (2007) – Mistrzostwo Holandii
- (2007) – Puchar Holandii
- (2007) – Superpuchar Holandii
- (2008) – Puchar CEV
- (2009) – Puchar Włoch